# Megachile campanulae
Megachile campanulae é uma espécie de abelha da família Megachilidae. Descrita em 1903, essas abelhas solitárias são nativas do leste da América do Norte. Estudos realizados em 2013 indicaram que elas estão entre as primeiras espécies de insetos a utilizar materiais sintéticos na construção de seus ninhos. São classificadas como abelha pedreira [en], termo que descreve abelhas de várias famílias, incluindo Megachilidae. Dentro do gênero Megachile [en], M. campanulae pertence ao subgênero Chelostomoides [en], que não utiliza folhas cortadas para construir ninhos, mas sim resinas vegetais e outros materiais. As fêmeas depositam ovos em ninhos com compartimentos individuais para cada ovo. Após a eclosão, os ovos passam por estágios larvais e hibernam como pupas. Essas abelhas são suscetíveis ao parasitismo por outras espécies de abelhas, que agem como parasitas de ninhada. São abelhas de tamanho médio, com fêmeas geralmente maiores que os machos. Atuam como importantes polinizadoras de várias espécies de plantas nativas em sua área de distribuição.

## Taxonomia e nomenclatura
M. campanulae foi originalmente descrita em 1903 como Oligotropus campanulae por Charles Robertson [en], entomologista americano de Carlinville, Illinois. O termo Megachile deriva do grego antigo mega (μεγας, 'grande') + cheil- (χειλ, 'lábio'). Em latim, campanulae significa "sino pequeno". A espécie Megachile campanulae é conhecida por visitar flores do gênero Campanula, muitas das quais são chamadas de campânulas. As subespécies incluem Megachile campanulae campanulae e Megachile campanulae wilmingtoni. O gênero Megachile é um grupo cosmopolita de abelhas, além de um dos maiores gêneros de abelhas, com 1520 espécies em 56 subgêneros no mundo todo.

## Ciclo de vida e comportamento
Como membro do subgênero Chelostomoides, Megachile campanulae é uma abelha pedreira, utilizando resinas vegetais, lama e pedregulhos para construir ninhos. As fêmeas geralmente constroem ninhos em cavidades preexistentes em árvores, cercas ou caules de plantas. Também utilizam "armadilhas de ninhos" artificiais ou "blocos de abelhas". Os ninhos são construídos como uma coluna de células individuais ao longo de um tubo, começando pelas células mais profundas, onde a fêmea deposita um ovo por célula. As células são separadas e seladas com os materiais mencionados. O pólen, às vezes misturado com néctar, provisiona as larvas após a eclosão. Essas abelhas são polilécticas, ou seja, as larvas se alimentam de pólen de várias fontes. Após algumas fases de muda, as larvas tecem casulos e se tornam pupas, hibernando nesse estágio. Após meses, emergem como adultas.
Os machos emergem antes das fêmeas e morrem logo após o acasalamento. As fêmeas sobrevivem por algumas semanas, período em que constroem novos ninhos e coletam provisões. As abelhas adultas estão ativas de abril a setembro na maior parte de sua distribuição. Na Flórida, foram coletadas de fevereiro a novembro. Em climas mais frios, o período de voo é geralmente de maio a outubro.

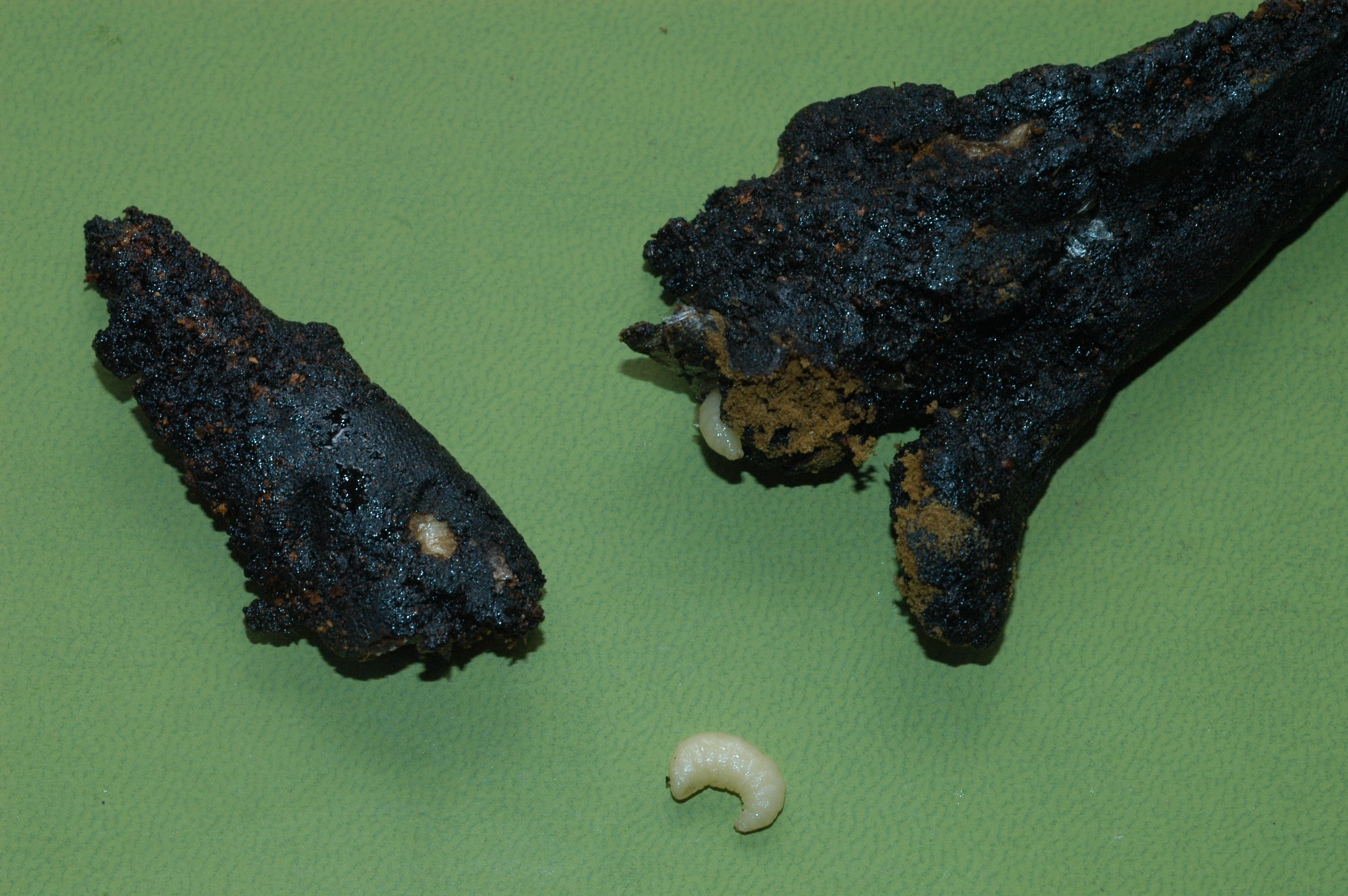
Larva de Megachile campanulae e um tampão de ninho

Abelhas solitárias, como M. campanulae, não formam colônias. Diferentemente de insetos sociais (formigas, vespas, abelhas melíferas), as abelhas cortadeiras e de resina constroem ninhos individualmente. Assim como as abelhas melíferas, as fêmeas realizam quase todas as tarefas de criação da prole. M. campanulae não produz mel, mas desempenha funções benéficas, como a polinização de culturas e plantas silvestres. Embora possam produzir uma leve  ferroada, menos intensa que a das abelhas melíferas, são consideradas não agressivas. Abelhas da família Megachilidae carregam pólen na parte inferior do abdômen, sem cesto de pólen (corbícula) nas patas traseiras, como nas abelhas melíferas. A maioria das abelhas do gênero é de tamanho pequeno a médio, embora Megachile pluto, com 38 mm, seja considerada a maior abelha do mundo. Muitas espécies do gênero são chamadas cortadeiras, mas as mandíbulas de Megachile campanulae não possuem bordas cortantes; pertencendo ao subgênero Chelostomoides, utilizam lama ou resinas.

### Materiais sintéticos nos ninhos
Na natureza, M. campanulae sela suas células com resinas naturais de plantas e árvores. Em 2013, pesquisadores relataram que essas abelhas usaram materiais sintéticos, como calafetagem, para selar as células. Análises químicas revelaram cálcio, titânio e ferro, semelhantes a selantes à base de poliuretano usados em construções. Embora insetos frequentemente habitem objetos plásticos, essa foi a primeira evidência de insetos construindo ninhos com plástico. Com auxílio de cientistas cidadãos em Toronto, mais de 200 caixas de ninhos foram instaladas. Técnicas como microscopia eletrônica de varredura, microanálise de raios X e microscopia infravermelha identificaram materiais poliméricos. Pesquisadores sugerem que esse comportamento pode ser um exemplo de comportamento adaptativo [en]. A incorporação de plásticos nas paredes e selantes dos ninhos parece oferecer proteção contra parasitas de ninhada. No entanto, em ambientes urbanos, o uso de materiais sintéticos pode ser incidental. O estudo canadense observou que a exposição a poliuretano e polietileno pode ser prejudicial, inibindo a difusão de umidade e promovendo crescimento de mofo. Além disso, materiais sintéticos podem dificultar o movimento e a respiração das abelhas. A exposição a toxinas e os efeitos da urbanização contribuem para o declínio de polinizadores [en].

## Distribuição e habitat
A distribuição de M. campanulae abrange o leste da América do Norte, desde o sul de Ontário, no Canadá, até os estados da Nova Inglaterra, Flórida, Minnesota, Nebraska e Texas. Há registros de avistamentos mais a oeste, como no Colorado e em Montana.

## Morfologia e identificação

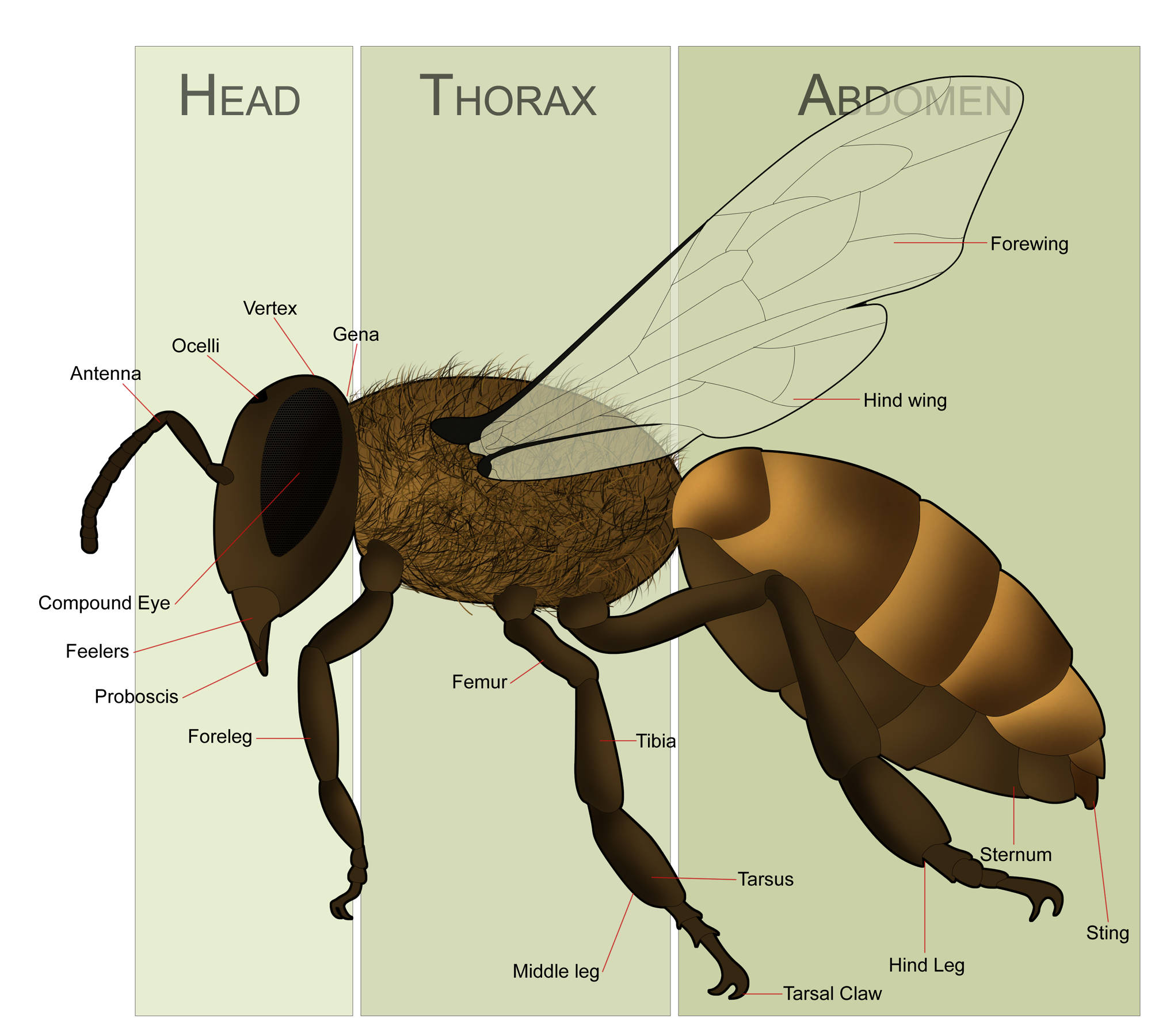
Morfologia de Hymenoptera

M. campanulae são abelhas de tamanho médio, com cabeça, mesossoma e metassoma. O mesossoma é formado pela fusão do primeiro segmento abdominal, ou propódeo [en], com o tórax. Possuem olhos compostos e olhos simples (ocelos), como outros insetos. As mandíbulas [en] dessas abelhas de resina não possuem bordas cortantes, ao contrário das abelhas cortadeiras. Os machos são menores que as fêmeas. O corpo é coberto por pelos curtos, chamados de pubescência, com variações de comprimento, textura e cor.
Morfologicamente, M. campanulae se assemelha a Megachile angelarum [en] e Megachile exilis [en]. Nos machos de M. exilis, os tarsos [en] anteriores são dilatados e ocos, enquanto os de Megachile campanulae são normais.

### Fêmeas
As fêmeas de M. campanulae medem 10–12 milímetros de comprimento. Diferem de Megachile angelarum pela ausência de uma faixa branca no ápice do 5º segmento tergal [en]. O metassoma tem lados paralelos.

#### Cabeça

Diagrama da cabeça de inseto

As mandíbulas possuem quatro cristas dentadas, sem bordas cortantes. Os olhos compostos são quase verticais, convergindo levemente para o ápice [en]. Os ocelos laterais estão mais próximos dos olhos que da margem do vértice. Há cristas distintas (tubérculos) na margem da placa facial inferior (clípeo), denticuladas lateralmente. A gena é mais estreita que os olhos compostos. Há marcações puntiformes no vértice e na gena, uniformes e ásperas no vértice, menos ásperas e mais próximas na gena. A fronte apresenta puntuações grosseiras e densas. Há áreas brilhantes acima do clípeo com puntuações profundas. A pubescência é leve, mais densa na face, ao redor das antenas, gena e órbitas internas, onde é branca, tornando-se amarelada no vértice e esparsa no clípeo. O segmento antenal F1 é duas vezes mais largo que longo, metade do comprimento do pedicelo, e menor que F2, F3 e flagelômeros. O flagelômero apical é 1,5 vezes mais longo.

#### Mesossoma
A pubescência no mesossoma é curta, branca e esparsa nas laterais e parte posterior, mais densa nos lobos pronotais. Há poucos pelos curtos no mesoscuto. No escutelo, os pelos são mais longos, brancos e rígidos. As marcações puntiformes no mesoscuto e escutelo são grosseiras, profundas e densas, com espaços brilhantes estreitos. Nos axila, as puntuações são mais finas e densas. As pleuras apresentam puntuações grosseiras, densas anteriormente e brilhantes entre elas. As laterais do propódeo são opacas, com puntuações finas e rasas. Os primeiros segmentos tarsos [en] são mais curtos e estreitos que as tíbias, com esporões amarelos. A tegula [en] apresenta puntuações minúsculas e densas. As asas, com veias escuras, são levemente turvas nos ápices e mais claras nas bases.

#### Metassoma
Os segmentos dorsais (tergos) 2 a 4 são alongados e paralelos, separados por sulcos profundos com pelos tomentosos. Há faixas brancas nas laterais e parte posterior. O primeiro tergum tem pelos pálidos e eretos, mais densos lateralmente. Os tergos 2 a 5 têm pubescência pálida quase imperceptível. Há depressões nas margens apicais sem faixas. As marcações puntiformes nos tergos são profundas, de tamanhos variados, densas nas laterais e parte posterior. No 5º tergum, são uniformes e grosseiras. No 6º segmento, pelos pálidos escondem a superfície. Pelos escopais [en] para transporte de pólen são amarelados, escurecendo no 6º segmento esterno. As puntuações nos esternos são profundas, densas e uniformes, com margens apicais hialinas e deprimidas.

### Machos
Os machos medem 8–9 milímetros. Assemelham-se a Megachile angelarum, mas esta possui o dobro de puntuações entre os ocelos laterais e a margem do vértice, além de espinhos coxais frontais e pelos escuros nos tergos 4 e 5.

#### Cabeça
Os olhos compostos convergem levemente no ápice. Há 4–5 puntuações entre os ocelos laterais e o vértice. Os ocelos não são equidistantes dos olhos e da margem do vértice. O clípeo apresenta tubérculos na linha média. As puntuações são grosseiras, mais finas na margem apical. As mandíbulas têm três cristas dentadas. A gena é menos larga que os olhos, com indentações abaixo da base mandibular. As puntuações no vértice são profundas e espaçadas; na gena, menos grosseiras e mais densas. Na fronte, são densas e grosseiras. A pubescência é pálida, esparsa na gena e vértice, mais densa ao redor das antenas e face inferior. O pedicelo é duas vezes mais longo que F1, que é duas vezes mais largo que longo. O flagelômero apical é duas vezes mais longo que largo.

#### Mesossoma
A pubescência é curta, branca e esparsa nas laterais e parte posterior, mais densa na superfície superior do protórax. No mesoscuto, os pelos são escassos; no escutelo, são mais longos e rígidos. As puntuações no mesoscuto são profundas e densas, com espaços menores que o diâmetro das marcações. No escutelo, são menos densas; nas axilas, menos ásperas e densas. As pleuras são brilhantes, com puntuações profundas nas partes inferiores. O propódeo é liso, com puntuações rasas. O espinho coxal anterior é quase ausente, com pelos brancos densos. Os tarsos anteriores são escuros, com pelos castanhos longos nos primeiros três tarsômeros. Há um espinho tibial médio robusto e esporões amarelos nos tarsos médios e posteriores. A tegula tem puntuações minúsculas. As asas são levemente turvas nos ápices.

#### Metassoma
O primeiro tergum é densamente coberto por pelos brancos longos. Nos tergos 2 e 3, há pelos pálidos pouco visíveis. Nos tergos 4 e 5, os pelos são mais evidentes e rígidos. Os três primeiros tergos têm faixas brancas nas laterais apicais. Sulcos profundos separam os tergos, com faixas brancas. As margens basais são em forma de quilha, e as apicais, amareladas e hialinas. As puntuações nos tergos 1 e 6 são nítidas e densas; nos demais, são profundas e espaçadas regularmente. O 6º tergum é vertical, com faixa branca na base e pelos tomentosos escurecendo no centro. O 7º tergum é transversal, pouco visível no centro. Os esternos 1 a 3 são visíveis, com margens inchadas e pelos brancos densos. O 4º esterno é retraído.
A subespécie Megachile campanulae wilmingtoni (Mitchell) é caracterizada por maior tamanho (11–12 milímetros), pubescência escura no 6º tergum e asas com tom acastanhado. Nas fêmeas, os pelos da escopa são pretos no 6º esterno. Sua distribuição abrange a costa sudeste dos Estados Unidos até a Flórida, onde predomina.

## Parasitas e doenças

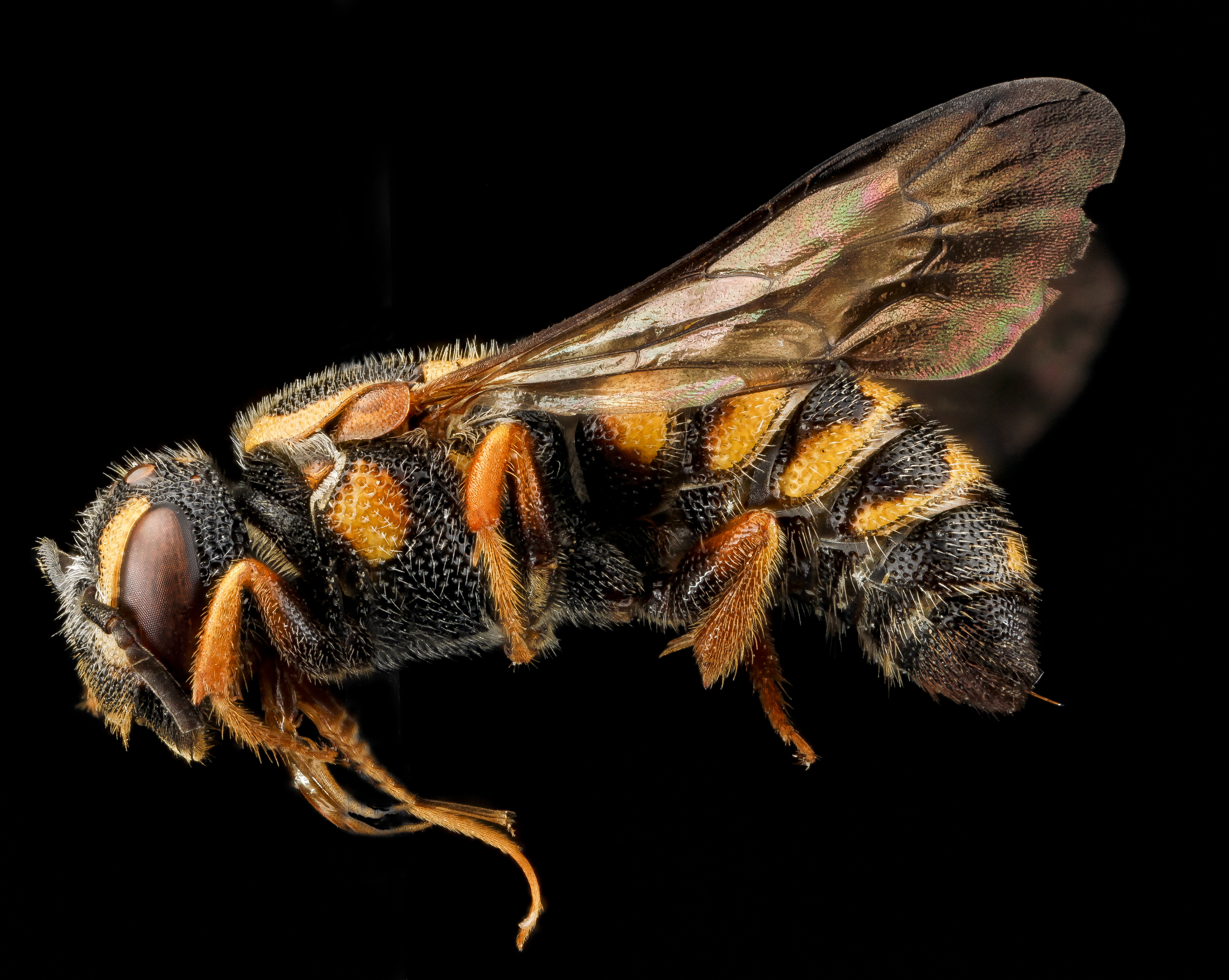
Stelis louisae, parasita de ninhos de Megachile campanulae

Megachile campanulae pode ser parasitada por Monodontomerus obscurus [en], uma vespa Torymidae. A abelha cleptoparasita Stelis louisae [en] foi encontrada em seus ninhos. Espécies do gênero Coelioxys [en] também são parasitas conhecidas. Abelhas cleptoparasitas depositam ovos em ninhos de outras abelhas, comportamento semelhante ao de pássaros cucos, sendo chamadas de abelhas cuco [en]. Essas relações parasita-hospedeiro são complexas e podem não estar bem descritas para Megachile campanulae.
O crescimento de mofo foi problemático no estudo de Toronto, especialmente com materiais sintéticos. Chalkbrood [en] afeta a espécie relacionada Megachile rotundata.

## Interação com humanos

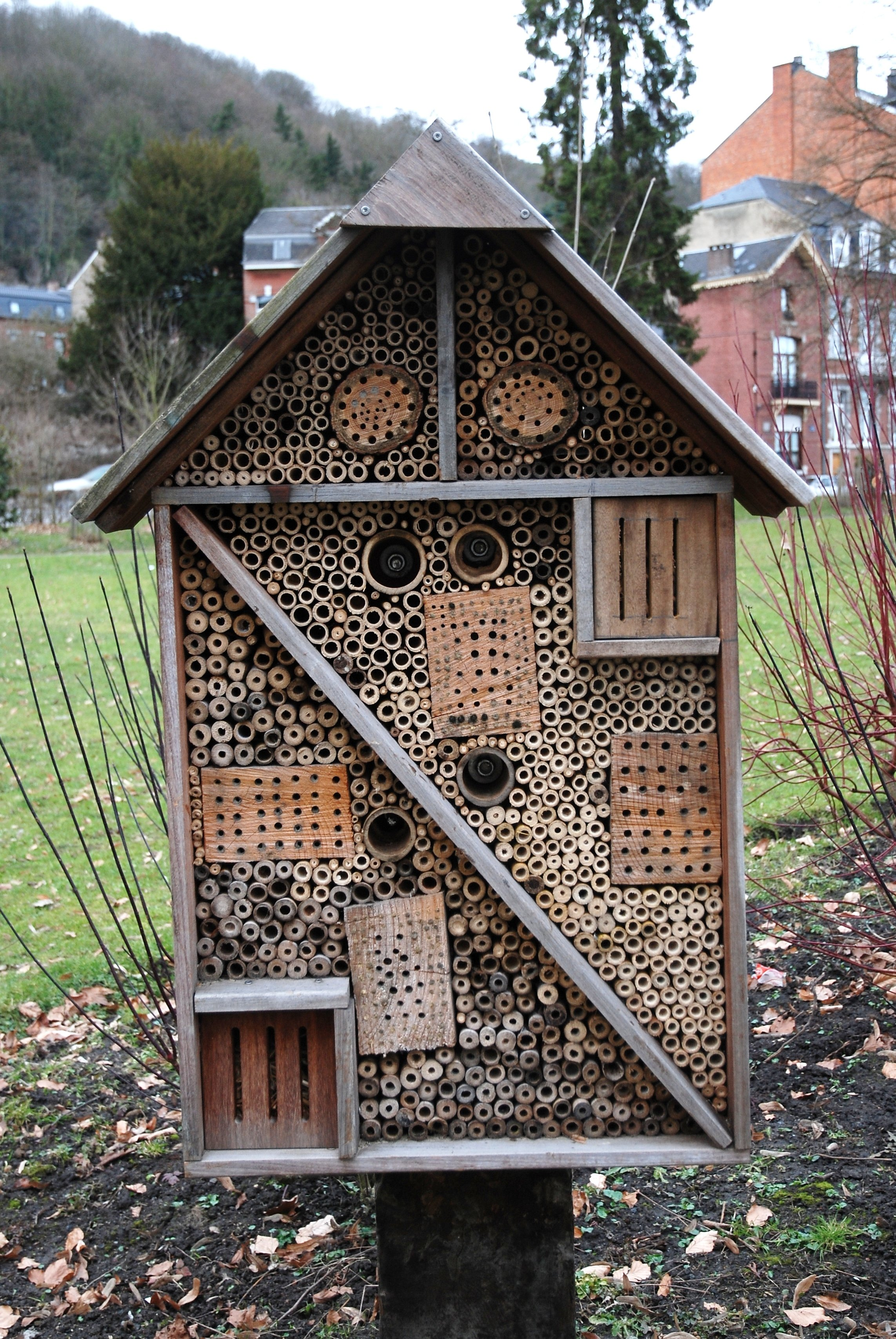
Caixas de abelhas fornecem locais de nidificação para Megachile campanulae

As interações entre humanos e polinizadores nativos, como Megachile campanulae, estão recebendo mais atenção, envolvendo questões como perda de habitat, exposição a pesticidas, mudanças climáticas e outros impactos ambientais. A espécie poliniza diversas flores e culturas, e sua importância cresce com o declínio das populações de abelhas manejadas, especialmente relacionado à desordem de colapso de colônias. Em 2013, o congressista de Oregon Earl Blumenauer [en] apresentou o projeto H.R. 2692, "Save America's Pollinators Act". Além disso, a Iniciativa Internacional de Polinizadores foi desenvolvida pela Organização das Nações Unidas para alimentação e agricultura. A Campanha de Proteção aos Polinizadores da América do Norte [en] aborda questões específicas de M. campanulae.
Em menor escala, impactos humanos negativos podem ser mitigados. M. campanulae nidifica em caixas de abelhas simples, feitas perfurando buracos em blocos de madeira fixados em postes ou paredes, em áreas ensolaradas. Buracos de diferentes diâmetros atraem diferentes espécies. Como polinizadores nativos forrageiam em até 500 metros do ninho, podem aumentar a produtividade de pequenos jardins.
Há poucos estudos sobre os efeitos de pesticidas em M. campanulae, mas, em geral, pesticidas, incluindo inseticidas, fungicidas, herbicidas, acaricidas e rodenticidas (cumarinas), são prejudiciais às abelhas nativas.

## Polinização
Abelhas do gênero Megachile polinizam diversas plantas de diferentes famílias. Megachile campanulae poliniza as seguintes:
- Asclepias
- Baptisia
- Campanula
- Galactia
- Malva
- Melilotus
- Oenothera
- Lobelia
- Lythrum
- Nepeta
- Pontederia
- Psoralea
- Pycnanthemum
- Rudbeckia
- Solidago
- Strophostyles
- Symphoricarpos
- Verbena